# Virote
El virote es una clase de saeta. Es uno de los proyectiles que las ballestas pueden utilizar.

## Historia
Los virotes eran utilizados por la infantería ligera romana (vélites) como lanzas. El nombre de "virote" proviene de la raíz “wei-” (doblar, torcer, dar vueltas, alambra). Es un tipo de saeta con base circular en el hierro que le permite girar.
El uso del virote aumentó cuando se inventó la ballesta, ya que era mayor la velocidad que el virote obtenía cuando se arrojaba con ballesta que cuando se hacía con arco o con la mano.
Ya en el siglo XII, el virote se utilizaba en Francia.